# Lijst van universiteiten in Frankrijk
Dit is een lijst van universiteiten in Frankrijk.
- École Normale d'Administration
- École Normale Supérieure
- Haute École de Commerce
- Universiteit van Aix-en-Provence
- Universiteit van Avignon
- Universiteit van Bordeaux
- Universiteit van Caen
- Universiteit van Dowaai
- Universiteit van Franche-Comté
- Universiteit Grenoble-Alpes
- Université Lille Nord de France
- Universiteit van Lyon
- Universiteit van Nantes
- Universiteit van Nice
- Université de Paris-Sorbonne
- Universiteit van Parijs-Zuid
- Universiteit van Poitiers
- Universiteit van Rennes I
- Universiteit van Rennes II
- Universiteit van Rouen
- Universiteit van Straatsburg
- Université François-Rabelais - Tours (Indre-et-Loire)